# Oregon-Himbeere
Die Oregon-Himbeere (Rubus leucodermis), auch Weißrindige Himbeere genannt, ist eine Pflanzenart aus der Gattung Rubus innerhalb der Familie der Rosengewächse (Rosaceae).

## Beschreibung

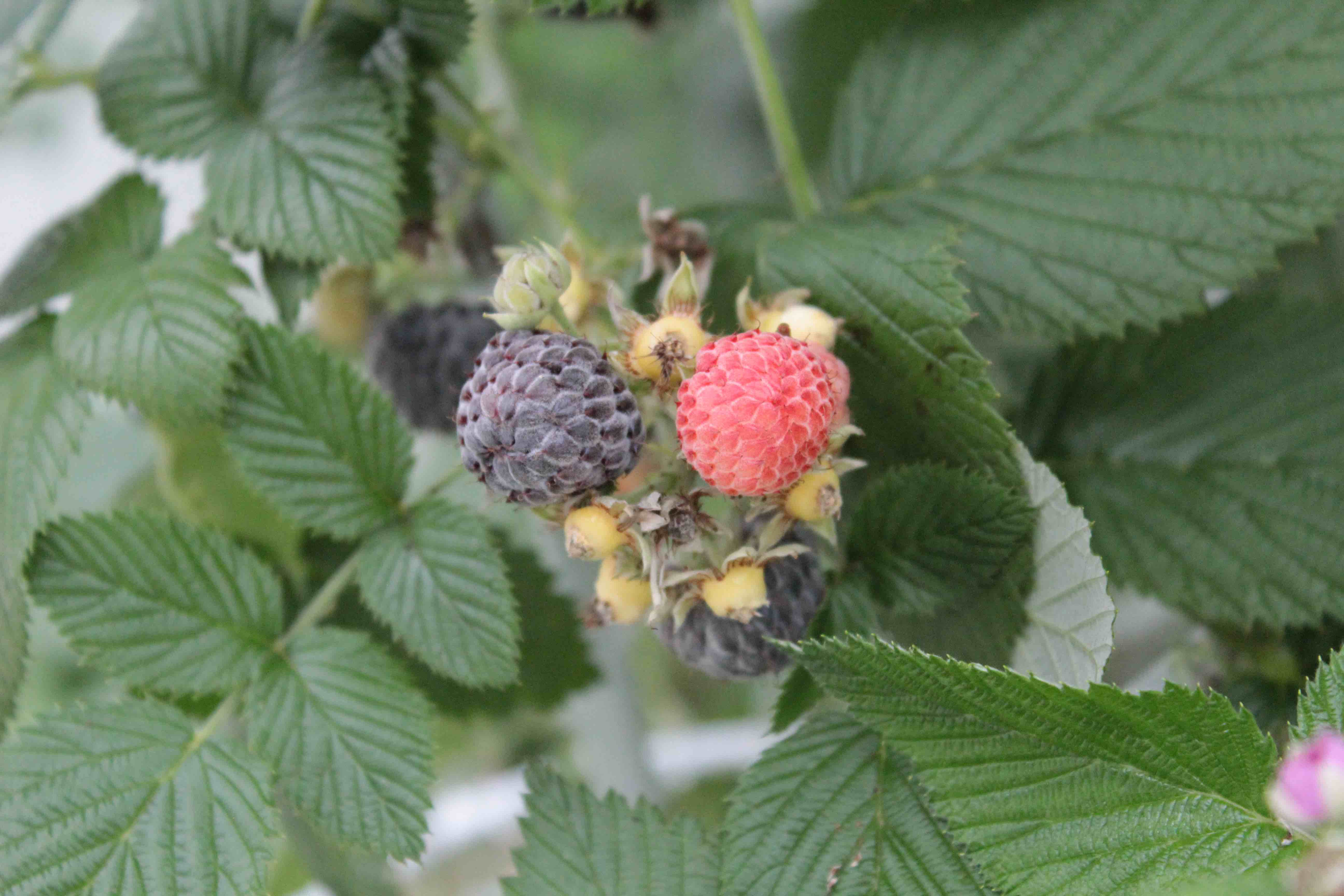
Unreife und reife Sammelfrucht

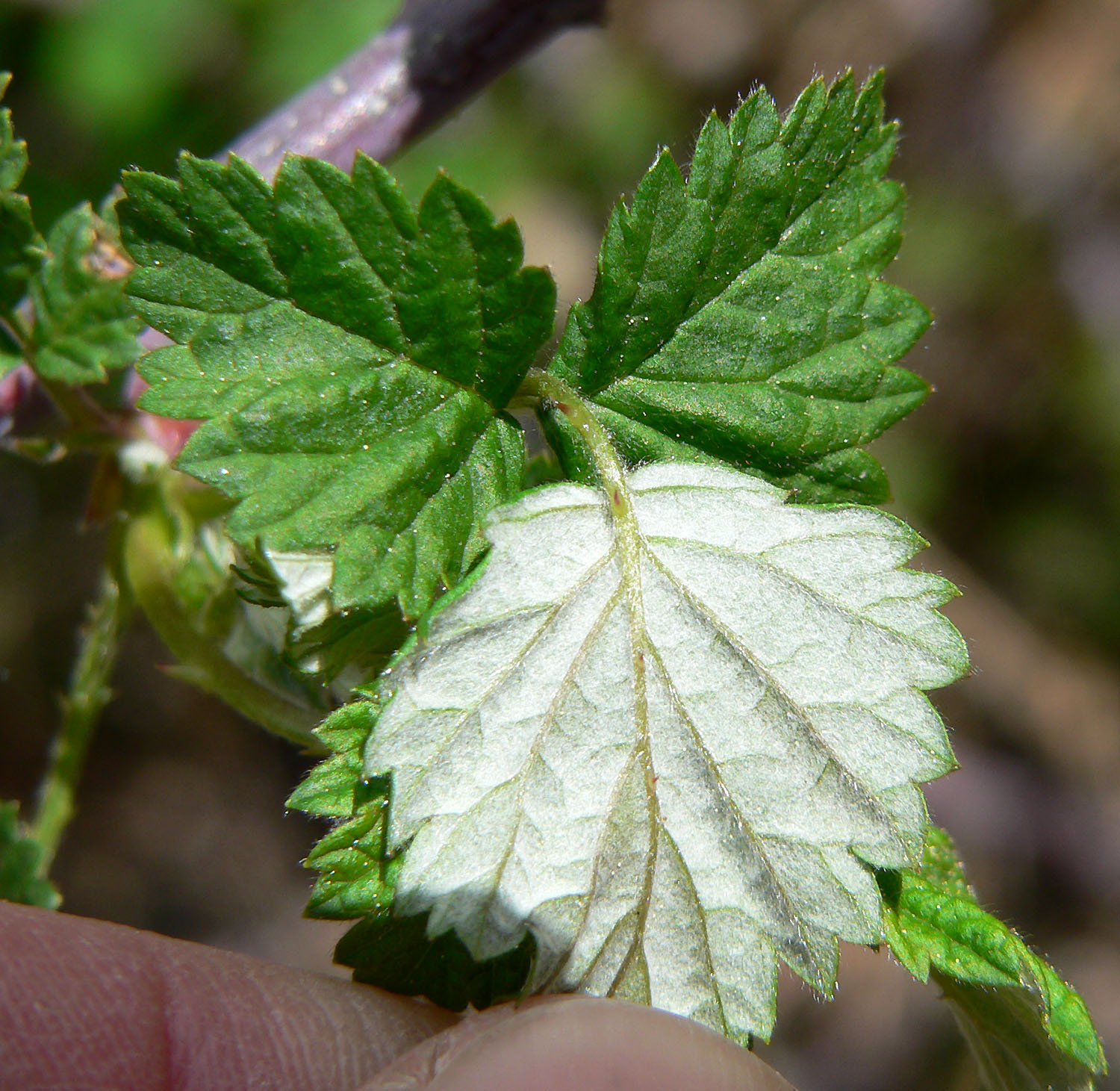
Laubblatt: Fiederblattoberseite und behaarte -unterseite

### Vegetative Merkmale
Die Oregon-Himbeere ist ein sommergrüner, bewehrter, mittelgroßer Strauch, der Wuchshöhen von 1 bis 2 (0,5 bis 3) Metern erreicht. Die aufrechten, aufsteigenden und sich oft überwölbenden, zweijährigen Sprossachsen sind bei einem Durchmesser von 4 bis 10 Millimetern nicht kantig und sind bestachelt; sie sind anfangs stark bereift und im zweiten Jahr kahl. Manchmal erreicht das obere Ende der Sprossachse den Boden und bewurzelt. Ihre silber-weiße Rinde ist kahle oder spärlich kurz behaarte, wobei wenn die Trichome drüsig sind, dann sind sie kurz gestielt. Ihre moderat bis dicht angeordneten, bereiften Stacheln sind aufrecht bis oft gekrümmt, dünn bis robust und bei einer Länge von 4 bis 8 Millimetern meist mit breiter, selten schmaler Basis.
Die wechselständig angeordneten Laubblätter sind in Blattstiel und -spreite gegliedert. Der kahle oder spärlich bis dicht mit ungestielten oder gestielten Drüsenhaaren oder nichtdrüsigen Trichomen behaarte Blattstiel besitzt hakenförmige oder gerade Stacheln. Die Blattspreite ist aus drei oder seltener fünf, selten sieben Fiederblättern handförmig zusammengesetzt. Die Blattoberseite ist grünlich und glatt. Die Blattunterseite ist mit ungestielten oder gestielten Drüsenhaaren oder nichtdrüsigen Trichomen dicht weiß-wollig behaart. Von den seitlichen Fiederblätter sind mindestens die zwei größeren gestielt und bestachelt. Das Endfiederblatt ist bei einer Länge von 6 bis 10 Zentimetern sowie einer Breite von 3 bis 6 Zentimetern eiförmig bis mehr oder weniger breit lanzettlich mit herzförmiger bis gestutzter Basis und zugespitztem oberen Ende; sie sind ungelappt oder seicht dreilappig mit einfach oder doppelt gesägtem Rand; auf ihrer kahlen bis stark weiß-wollig behaarten (diese Trichome sind meist nicht drüsig) Unterseite sind manchmal auf der Mittelrippe und einigen Seitennerven Stacheln vorhanden. Die Nebenblätter sind bei einer Länge von 5 bis 10 Millimetern linealisch bis fadenförmig.

### Generative Merkmale
In Nordamerika reicht die Blütezeit von April bis August. In den seiten- und meist endständigen, flach endenden, schirmtraubigen oder doldigen Blütenständen sind meist drei bis zehn (eine bis zwölf) Blüten locker angeordnet. Die Tragblätter sind einfach oder aus maximal drei Fiederblättern zusammengesetzt. Am Blütenstiel sind spärlich oder dicht angeordnet hackenförmige oder gerade Stacheln vorhanden und er ist kahl oder spärlich bis dicht kurz behaart, wobei wenn die Trichome drüsig sind, dann sind sie sitzend oder kurz gestielt.
Die zwittrige Blüte ist radiärsymmetrisch und fünfzählig mit doppelter Blütenhülle. Die fünf Kelchblätter sind bestachelt, behaart und es sind mehr oder weniger gestielte Drüsen vorhanden. Die fünf anfangs aufrechten und später aufsteigenden weißen Kronblätter sind bei einer Länge von 3 bis 6, selten bis zu 8 Millimetern länglich bis verkehrt-lanzettlich, verkehrt-lanzettlich-elliptisch oder löffelförmig. Es sind 70 bis 100 freie Staubblätter vorhanden. Die Staubfäden sind flach, bandförmig. Die 20 bis 60 oberständigen Fruchtblätter sind dicht flaumig weiß behaart, selten kahl. Der Griffel (Botanik)|Griffel ist relativ lang und dünn.
Vom stark vorgewölbten Blütenboden löst sich die Sammelsteinfrucht leicht. Die bei Reife rötlich-purpurfarbenen, dunkel-blauen bis fast schwarzen Sammelfrüchte sind bei einem Durchmesser von 1 bis 2 Zentimetern abgeflacht kugelig bis konisch. In einer Sammelsteinfrucht befinden sich 20 bis 60 zusammenhängende, einsamige Steinfrüchte.

### Chromosomensatz
Die Chromosomengrundzahl beträgt x = 7; es liegt Diploidie mit einer Chromosomenzahl von 2n = 14 vor.

## Ähnliche Arten
Die Oregon-Himbeere (Rubus leucodermis) ist der sogenannten Schwarzen Himbeere (Rubus occidentalis) ähnlich. Hauptunterschiede liegen bei den Fiederblättern, die bei Rubus leucodermis zugespitzte oberen Enden aufweisen und dass die seitlichen deutlich gestielt sind. Die Stacheln bei Rubus occidentalis sind immer gerade, während sie bei Rubus leucodermis eine Tendenz dazu haben, hackenförmig zu sein.

## Systematik und Verbreitung
Die Erstbeschreibung von Rubus leucodermis erfolgte 1840 durch David Douglas in John Torrey und Asa Gray: A flora of North America, Volume 1, S. 454.
Je nach Autor gibt unterschiedlich viele Varietäten, nach Flora of North America North of Mexico 2014 sind es nur zwei:
- Rubus leucodermis var. leucodermis (Syn.: Rubus bernardinus (Greene) Fedde, Rubus leucodermis subsp. bernardinus (Greene) Thorne, Rubus leucodermis var. bernardinus (Greene) Jeps., Rubus leucodermis var. trinitatis A.Berger, Rubus trinitatis (A.Berger) L.H.Bailey): Sie ist im westlichen Nordamerika von Alaska über die kanadische Provinz British Columbia bis zu den US-Bundesstaaten Washington. Kalifornien, Oregon, Utah, Arizona, Idaho, Montana, Nevada sowie New Mexico und bis zum nordwestlichen mexikanischen Bundesstaat Chihuahua weitverbreitet. Sie gedeiht in Höhenlagen von 0 bis 2700 Metern.[1]
- Rubus leucodermis var. nigerrimus (Greene) H.St.John (Syn.: Rubus hesperius Piper nom. illeg. non Rogers, Rubus nigerrimus (Greene) Rydb.): Dieser Endemit ist geschützt und gedeiht in Höhenlagen von 200 bis 700 Metern nur in der Nähe des Snake River in Garfield County sowie Whitman County im südöstlichen Teil des US-Bundesstaates Washington.[1]

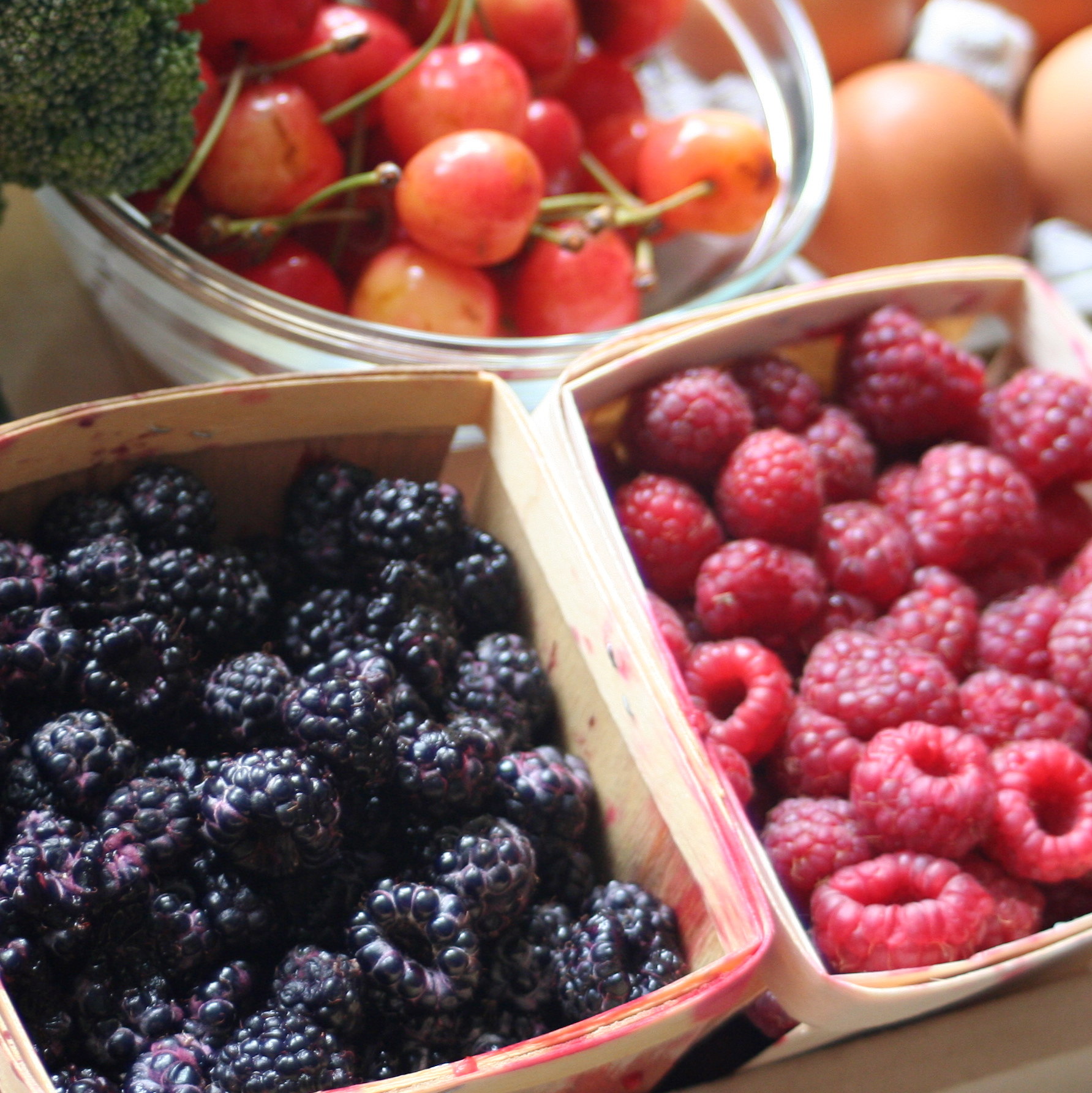
Oregon-Himbeeren, rote Himbeeren und Rainierkirschen

## Verwendung
Die essbaren Früchte sind außer als Nahrungsmittel bei einigen Stämmen der nordamerikanischen Urbevölkerung als Heilmittel gegen Durchfall, Grippe und Schnittwunden bekannt.

### Rezente Nutzpflanze
Die Oregon-Himbeere wird auch angebaut. Sie wurde 1829 nach Europa gebracht.
Im Handel wird häufig die englische Bezeichnung „Blue Raspberry“ verwendet.
Die bei Reife dunkel-blauen bis schwarzen Sammelfrüchte sind wohlschmeckend.